# Las Limas (Chiapas)
Las Limas es una localidad del estado mexicano de Chiapas. Es parte del municipio de Simojovel.

## Demografía
| Gráfica de evolución demográfica |
|                                  |

| Censo | Población |
| ----- | --------- |
| 1990  | 472       |
| 2000  | 465       |
| 2010  | 695       |
| 2020  | 1 129     |